# 喬治·朱爾·皮蓋
喬治·朱爾·皮蓋（法語：Georges Jules Piquet，1839年1月13日—1923年1月18日），法國殖民地官員和海軍軍官，曾任法屬印度支那總督。

## 生平
1839年1月13日，皮蓋出生於法國庫爾芒古謝維尼亞村（Chevignat）。
1887年11月，皮蓋被任命爲法屬交趾支那副統督。
皮蓋於1889年5月31日至1891年4月12日期間擔任法屬印度支那總督。:193
1923年1月18日，皮蓋在法國庫爾芒古謝維尼亞村逝世。

## 榮譽

### 外國勳章
- 天主教伊莎貝拉勳章（1861年）
- 查理三世勳章（1878年）
- 柬埔寨王家勳章大軍官勳位（1886年）
- 大南龍星大軍官勳位（1887年）
- 柬埔寨王家勳章大十字位（1886年）